# Farhad
Farhad  è un nome proprio di persona persiano maschile. È scritto فرهاد in alfabeto persiano. Il nome è attestato sin dal tempo del regno dei Parti: dopo Fraate I (168 a.C.), diversi re arsacidi assunsero questo nome.

## Etimologia
Il nome persiano moderno Farhād فرهاد deriva dal persiano medio Frahād  (partico: 𐭐𐭓𐭇𐭕), in greco antico: Φραάτης, a sua volta deriva dall'antico iraniano: *fra-hāta-: "meritato", "ottenuto".

## Letteratura
Nella Letteratura persiana, Farhad è il famoso personaggio di una storia d'amore presente nell'opera Khosrow e Shirin.

## Persone
- Fraate I, re dei Parti
- Fraate II, re dei Parti
- Fraate III, re dei Parti
- Fraate IV, re dei Parti
- Fraate V, re dei Parti
- Farhad Aliyev, politico azerbaigiano
- Farhad Badalbeyli, pianista e compositore azerbaigiano
- Farkhat Bazarov, calciatore russo
- Farhad Darya, cantante afgano
- Farhad Fakhreddini, compositore iraniano
- Farhad Kazemi, manager di calcio iraniano
- Farhad Khan, Faujdar indiano di Sylhet e Chittagong
- Farkhad Magametov, calciatore uzbeko
- Farhad Majidi, calciatore iraniano
- Farhad Manjoo, giornalista e autore statunitense
- Farhad Mazhar, poeta Bengali
- Farhad Mehrad, cantante iraniano
- Farhad Moshiri, imprenditore britannico-iraniano
- Farhad Rahbar, politico iraniano
- Farhad Veliyev, calciatore azerbaigiano